# XXVI dinastia egípcia
A XXVI dinastia egípcia teve, basicamente como aspectos políticos principais: a manutenção do equilíbrio do poder fazendo acordos e apoiando os rivais da potência dominante num dado momento; e tentativas de refazer as conquistas do Império Novo, principalmente na Síria.
Assim, Psamético I apoiou a Lídia e a Babilônia contra a Assíria até a queda desta depois de 620 a.C., depois ligou-se a Assíria e começou a apoiar os inimigos da Babilônia, até a Pérsia se tornar a principal potência.
Os sucessores de Psamético empreenderam campanhas para aumentar sua influência no oriente próximo, principalmente na Síria, até serem rechaçados por Nabucodonosor II, rei da Babilônia. E, com a ajuda de mercenários gregos, o faraó Apriés retomou as tentativas de conquistar a Babilônia, mas no final quem acabou conquistado foi o Egito pela Pérsia, com o rei Cambises II enviando o faraó Psamético III acorrentado para Susã.

## Lista de faraós
Ordem: Nome de batismo, (nome do cartucho, nome escolhido pelo faraó para reinar) – data do reinado
- Necao I – 672 - 664 a.C.[3]
- Psamético I, (Wahib-re[1]) – 664 - 610 a.C.
- Necao II, (Wehemib-re) – 610 - 595 a.C.
- Psamético II, (Neferib-re) – 595 - 589 a.C.
- Apriés, (Haaib-re) – 589 - 570 a.C.
- Amósis II, (Khnemib-re) – 570 - 526 a.C.
- Psamético III, (Ankhkaen-re) – 526 - 525 a.C.